# Crassula pustulata
Crassula pustulata (лат.) — вид суккулентных растений рода Толстянка (Crassula) семейства Толстянковые (Crassulaceae), естественно произрастающий на территории Капской провинции Южно-Африканской Республики.

## Название
Родовое латинское название Crassula происходит от латинского слова crassus, — «толстый», в основном из-за присутствия у растений этого рода сочных листьев.
Видовой латинский эпитет pustulata (pustulatus) происходит от лат. pustulate — «покрытый волдырями или сосочками», обусловлен волосатыми листьями.

## Ботаническое описание
Растения имеют прямостоячие стебли, часто заостренные и достигающие высоты от 14 до 20 см. Стебли сильно разветвлены, с жесткими ветвями диаметром около 1 мм, иногда у основания достигающими 2-3 мм. Нижние ветви часто образуют корни, а трихомы покрывают большую часть растения. Трихомы имеют прижатые волоски на междоузлиях, с острыми вершинами и двумя боковыми точками. Листья линейно-ланцетные, острые, размерами от 5 до 14 мм в длину и от 1 до 2 мм в ширину, с верхней поверхностью обычно плоской, прямостоячей или раскидистой, окрашенной от серо-зеленой до серовато-коричневой.
Соцветие, обычно с двумя дихазиями, содержит от 3 до 8 цветков в рыхлой плосковершинной грозди. Чашелистики собраны в точку, линейно-ланцетные, около 4-5 мм длиной, неровные, чаще всего голые. Лепестки эллиптически-ланцетные, заостренные, сросшиеся до 3 мм в длину. Цветки имеют размеры около 8-10 мм в длину и 2 мм в ширину, окрашены в белый или светло-желтый цвет, с тычинками длиной 6-7 мм, обладающими темно-коричневыми пыльниками.
Растение цветет в середине лета.

## Распространение и экология
Этот вид происходит из Южной Африки, конкретно из Западно-Капской провинции. Он растет в впадинах или в глубоких песчаных карманах на скалах, которые всегда связаны с песчаником. Обычно его можно встретить в гористых районах, начиная от Боккевельда на юге и заканчивая Гифбергом на севере.

## Таксономия
Crassula pustulata Toelken, первое упоминание в J. S. African Bot. 38: 73 (1972).